# Jann Turner
Pour les articles homonymes, voir Turner.
Jann Turner, née en 1964, est scénariste, réalisatrice de cinéma et de télévision et romancière sud-africaine. Elle est surtout connue pour son film sorti en 2009 White Wedding.

## Biographie
Turner est la fille d'un enseignant sud-africain et militant anti-apartheid, Rick Turner et d'une femme politique britannique, Barbara Hubbard. Son père est tué devant elle en 1978, quand elle a treize ans. Elle passe une bonne partie de son enfance au Cap, avec sa mère, et sa sœur, Kim. Trois mois après l'assassinat de son père, sa mère fuit en Grande-Bretagne avec ses enfants. Elle compléte ses études en Grande-Bretagne et aux États-Unis. Elle devient diplômée de l'Université d'Oxford et de la Tisch School of the Arts.
Avant la réalisation de films, Turner travaille pour une émission spéciale de télévision de la National Geographic Society. En 1994, elle obtient un Emmy Awards pour une de ses réalisations, Wolves of the Air. De retour en Afrique du Sud en 1996, elle travaille pendant deux ans comme productrice pour un documentaire de la SABC TV sur la commission de la vérité et de la réconciliation, pour lequel son équipe remporte en 1997 le Prix des correspondants étrangers pour le journalisme (Foreign Correspondents Award for Journalism).
Avec deux acteurs sud-africains, Kenneth Nkosi et Rapulana Seiphemo, elle réalise et écrit les scénarios de White Wedding en 2009,, qui, à travers une comédie, dresse le portait d'une Afrique du Sud encore marquée par les tensions raciales. Le film, en afrikaans, anglais, zoulou et en xhosa, est présenté à la 21eédition du Festival panafricain du cinéma et de la télévision de Ouagadougou, et concourt également à la 82e édition de la cérémonie des Oscars pour l'Oscar du meilleur film en langue étrangère. Un deuxième film consacré à l'Afrique du Sud suit en 2011, Paradise Stop.
Elle déménage ensuite à Los Angeles, où elle dirige des épisodes de diverses séries, notamment : The Big C, Dr Emily Owens, Chicago Fire et The Carrie Diaries. Elle réalise également  des épisodes de la série Teen Wolf.
Elle est aussi une romancière. Elle a publié les romans Heartland, Southern Cross et Home Is Where You Find It.